# Uedelhoven (Blankenheim)
Uedelhoven ist ein Ortsteil der Gemeinde Blankenheim im Kreis Euskirchen in Nordrhein-Westfalen. Als Ortsvorsteherin amtiert Yvonne Kalbusch-Fürsatz. Das landwirtschaftlich geprägte Dorf ist rund 80 Höhenmeter oberhalb der Ahr angesiedelt, kurz vor deren Übergang von Nordrhein-Westfalen nach Rheinland-Pfalz. 197 der etwa 686 ha umfassenden Gesamtfläche der Gemarkung Uedelhoven sind mit Wald bedeckt, der sich überwiegend in Privatbesitz befindet.:29

## Lage
Der Ortsteil liegt im Südosten der Gemeinde Blankenheim auf der Ahrdorfer Kalkmulde (270.70) in unmittelbarer Nähe zur Landesgrenze nach Rheinland-Pfalz, die nach Süden wie Osten jeweils etwa 1900 m entfernt liegt. Von Norden nach Osten umfließt die Ahr in rund 800 bis 1000 m Entfernung den Ortskern. Die höchste Erhebung ist mit 477,6 m ü. NHN der Michelsberg (zugleich Trigonometrischer Punkt) (Lage), welcher eine gute Fernsicht nach Osten in Richtung der Ahr- und Hocheifel ermöglicht. Nordwestlich dessen höchster Stelle befindet sich ein Fernmeldeumsetzer (466 m ü. NHN) (Lage).
Nach Norden und Nordosten bildet die Ahr die Begrenzung Uedelhovens zu den benachbarten Blankenheimer Ortsteilen Lommersdorf (mit Neuhof) und Ahrdorf. Nach Osten folgt die Grenze dann teilweise der Kreisstraße 46, bevor sie entlang mehrerer Wirtschaftswege im Südosten bis zum Ahbach und zugleich der Landesgrenze von Rheinland-Pfalz geführt wird. Dieser folgt sie im Süden über rund vier Kilometer entlang der Ortsgemeinde Üxheim bis zum Quellbereich des Michelsbaches, der nach Westen zum Ortsteil Dollendorf die Grenze bis zur Mündung in die Ahr darstellt. Neben dem benannten Michelsbach als rechtem Zufluss der Ahr liegen und quellen auf dem Gebiet der ehem. Ortsgemeinde Uedelhoven noch die zur Ahr fließenden Bäche Göttersbach (entspringt südlich des Ortskerns) und Willemsbach (nördlich des Ortskerns), sowie die Ahbach-Zuflüsse Kalbsbach und Klausbach. Letzterer mit seinen Zuflüssen Menzinger Bach (zwei Quellarme) und Fensterbach.
Das Naturschutzgebiet „Michelsbach, Ahbach und Aulbach mit Nebenbächen“ (EU–096) umschließt weite Teile dieser Bachlandschaft. Der zu Uedelhoven gehörende Abschnitt der Ahr-Auen ist Teil des Naturschutzgebietes „Obere Ahr mit Mülheimer Bach, Reetzer Bach und Mühlenbachsystem“ (EU–095). Bis auf die eigentliche Ortslage überdecken den weiteren Bereich der Gemarkung die Landschaftsschutzgebiete 5505–0009 und 5606–0001.

## Name
Der Ortsname Uedelhoven rührt nach einer Deutung von einer möglichen früheren Schreibweise Edelhoven, die auf den damaligen Besitzer (Edel) hinweise. Als wahrscheinlicher sah Becker eine Ableitung von dem mitteldeutschen uodil, udal, odhil entsprechend Gut, Erbgut. Quasi als Pleonasmus war demnach die gleichbedeutende alemannische Endung „hoven“ (Hof, Besitzung) angefügt. Für das Jahr 1136 (erste Erwähnung von Ort und Kirche):429 ist der Ortsname in der Schreibform Udelhoven, vor 1316 im liber valoris als Odelhoven und 1481 als Udelhoiven belegt.:641 Nach Karl Guthausen bedeutet Uedelhoven, „‚bei den Höfen des Udilo, Odilo‘“.

## Geschichte

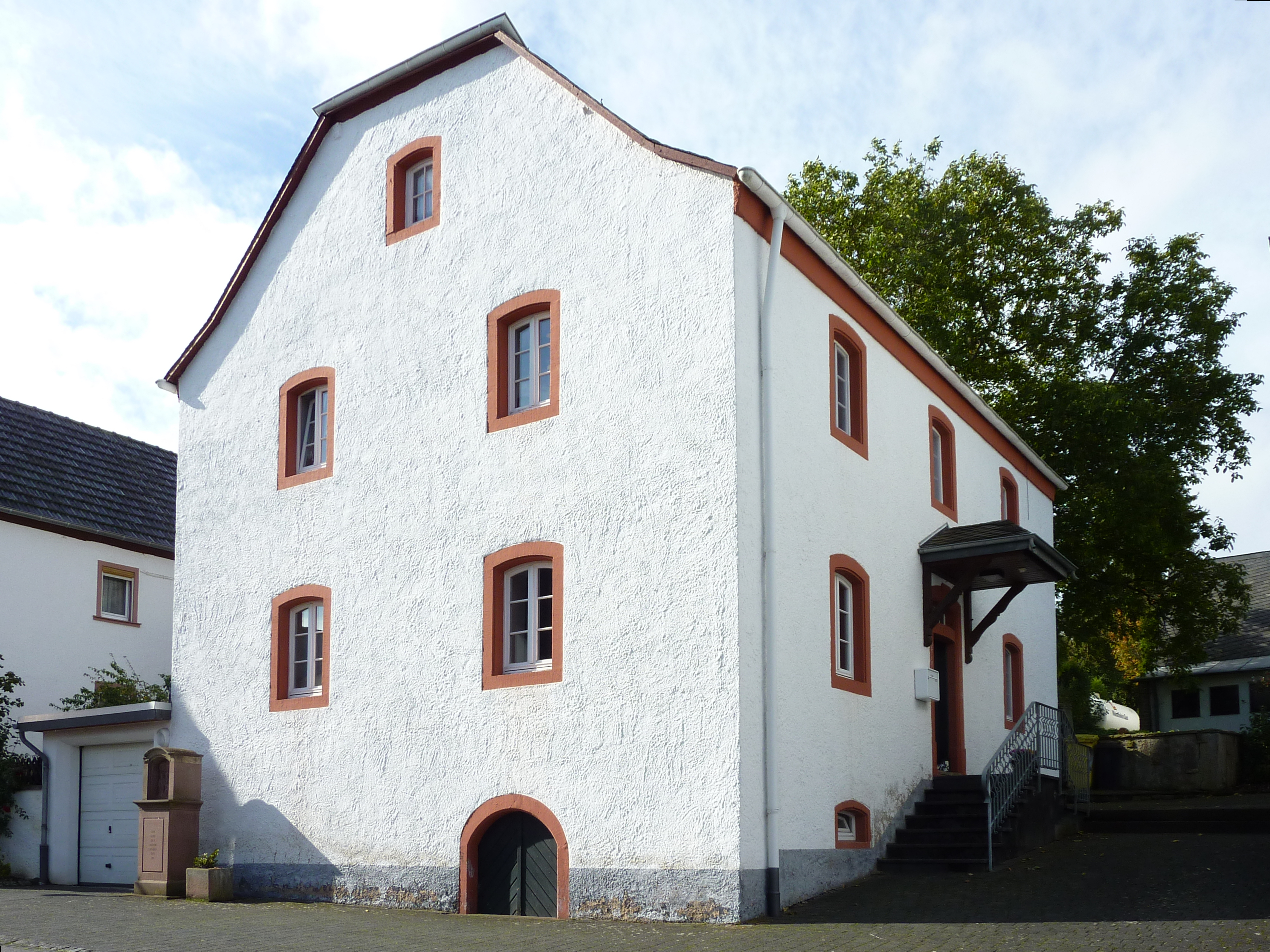
Ehem. Pfarrhaus (2014)

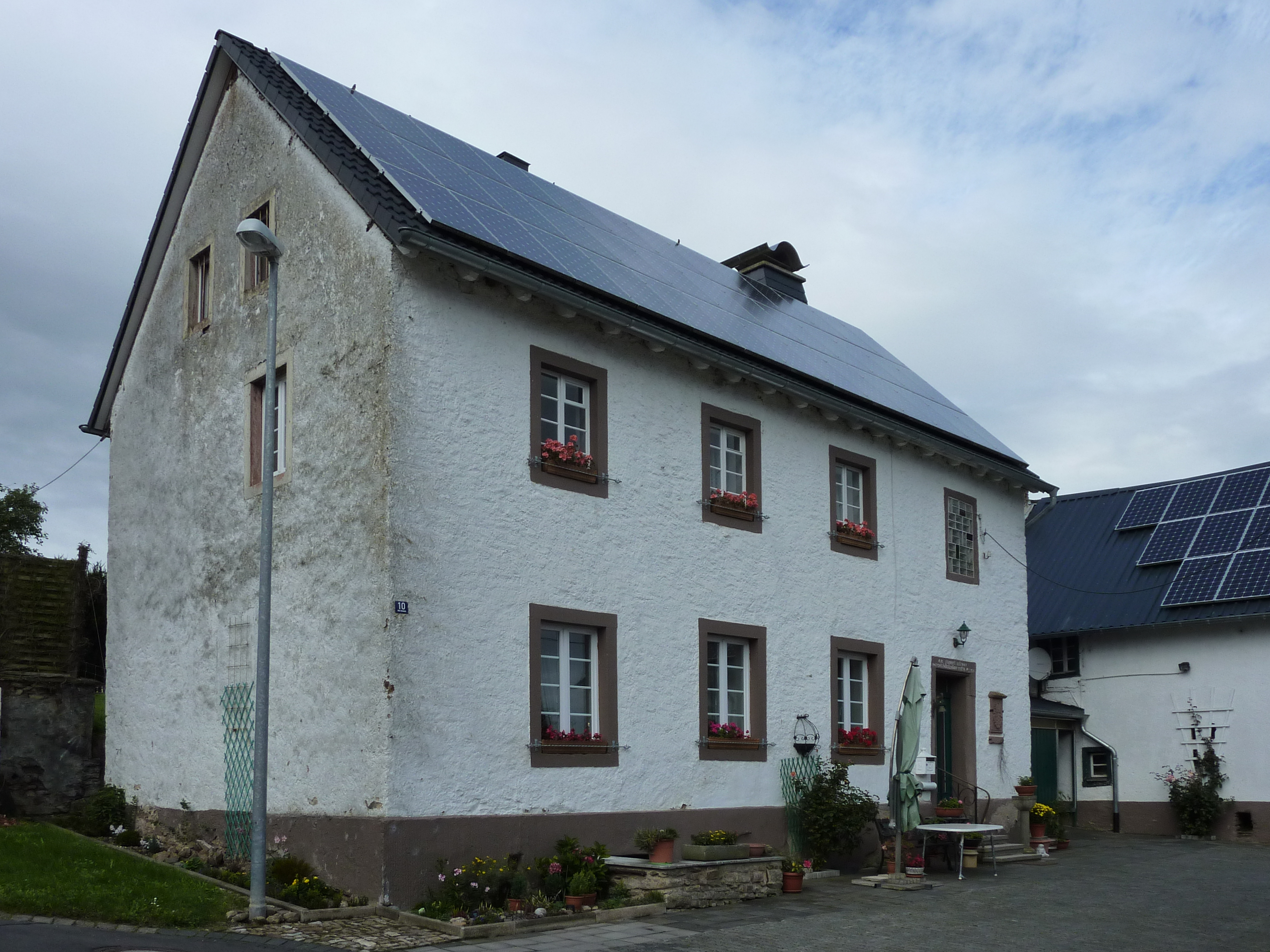
Ehem. Schule (2014)

Eine erste Besiedlung in der Region erfolgte wohl bereits in römischer Zeit, wie Einzelfunde von Bauresten und Münzen in der Gemarkung Uedelhoven in den Jahren 1901 und 1902,:428 aber auch der jenseits der rheinland-pfälzischen Landesgrenze aufgefundene römische Gutshof südlich Unkental belegen (unweit des Beuerhof (Lage)).:43
Als Teil der Herrschaft Kerpen gelangte Uedelhoven 1506 an das Haus Manderscheid-Blankenheim und im Wege einer Rechtsauseinandersetzung 1674 in den Besitz der Herzöge von Arenberg, in dem es bis 1794 verblieb.
Nach der Besetzung des Linken Rheinufers (1794) durch französische Revolutionstruppen im Ersten Koalitionskrieg gehörte Uedelhoven von 1798 bis 1814 zur französischen Mairie Lommersdorf im Kanton Blankenheim des Saardepartements. Die offizielle Inbesitznahme der linksrheinischen Gebiete gelang Frankreich erst im Jahr 1801 als Folge des Friedens von Lunéville. Nachdem die Eifel entsprechend der auf dem Wiener Kongress von 1814/1815 gefassten Beschlüsse an das Königreich Preußen gefallen war, wurde die Gemeinde Uedelhoven im Rahmen der Errichtung der nunmehr preußischen Verwaltungsstruktur der Bürgermeisterei Lommersdorf zugewiesen, die aus der gleichnamigen Mairie hervorgegangen war. Die Bürgermeisterei war von 1816 bis 1818 Teil des Kreises Blankenheim und in der Folge bis 1971 des Kreis Gemünd (1829 umbenannt in Kreis Schleiden) im Regierungsbezirk Aachen. Nachdem die Bürgermeisterei Lommersdorf bereits von 1826 bis 1835 mit der Bürgermeisterei Blankenheim in einer Personalunion geführt wurde, bestand dieser Zustand ab 1889 durchgehend bis zur Bildung des Amtes Blankenheim im Jahr 1934 durch Zusammenlegung der Bürgermeistereien Blankenheim, Dollendorf und Lommersdorf.:27 Zum 1. Juli 1969 wurde Uedelhoven bei Aufhebung des Amtes Blankenheim nach Blankenheim eingemeindet. Die Gemeinde Blankenheim gelangte schließlich unter gleichzeitiger Auflösung des Kreis Schleiden zum 1. Januar 1972 an den Kreis Euskirchen, Regierungsbezirk Köln.
Die ehemalige politische Gemeinde Uedelhoven war nach ihrer Abgrenzung identisch mit der noch bestehenden katastermäßigen Einteilung als Gemarkung Uedelhoven (4376). Diese ist wiederum in zehn Fluren unterteilt (26 und 28 bis 36).
Am 17. September 1793 fielen zahlreiche der Gehöfte, die Kirche, das Pfarrhaus und die Schule in Uedelhoven einer Feuersbrunst zum Opfer,:650 derer seitdem in einer Brandprozession gedacht wurde.:528
Eine erste Brücke über die Ahr wird 1710 bei der Konzessionierung einer Wassermühle erwähnt. Sie lag zwischen den Einmündungen des Michels- und des Aulbaches. Mit dem Ausbau der Straße von Uedelhoven nach Lommersdorf (über Neuhof) erfolgte dann 1901/02 ein Brückenneubau.:50 Auf Grund der durch den zunehmenden Individualverkehr stärkeren Belastungen musste diese 1976/77 ausgetauscht werden. Bis 1989 firmierte diese Verbindung von Uedelhoven zur Ahrtalstraße als Kreisstraße 46. Mit Ausbau und Freigabe (16. Juni 1989) einer neuen Zuwegung als Kreisstraße 46 neu, im Bereich der Gemarkungsgrenze zu Ahrdorf, zu der auch die Errichtung einer neuen Ahrbrücke (Baubeginn Dezember 1985) gehörte, verlor die alte Verbindung ihre Bedeutung und wurde zu einem Wirtschaftsweg heruntergestuft.:52 f.:41
Während des 20. Jahrhunderts nahmen zivilisatorische Neuerungen Einzug in das Höhendorf. Zwei Flurbereinigungen (1904 bis 1911 und 1962 bis 1986) sollten nicht zuletzt den Landwirten zu einer wirtschaftlicheren Nutzung ihrer Flächen verhelfen.:72 Der Anschluss an die öffentliche Strom- (1923) und Wasserversorgung (1924) folgte wenige Jahre nach dem Ersten Weltkrieg.:16 Nach dem Zweiten Weltkrieg dann von 1950 bis 1969 der Aufbau der Ortskanalisation.:40, 1968 die Errichtung einer eigenen Leichenhalle:27 und 1985 die Rechtskräftigwerdung eines Bebauungsplanes.:43 1938 erwarben mehrere Ortsansässige in Gemeinschaft den ersten Schlepper. Es folgte 1940 eine Getreide- und Bindemaschine (Selbstbinder) und 1958 ein Mähdrescher.:16 1924 gelang die Gründung des Spar- und Darlehenskassenvereins Uedelhoven e.G., dem es trotz der geringen Zahl an Mitgliedern möglich war, verschiedene Gerätschaften zur Erleichterung der landwirtschaftlichen Arbeiten anzuschaffen.:52 1969 fusionierte sie mit der Spar- und Darlehenskasse und späteren Volksbank Blankenheim.:54
Abgesehen von den Beeinträchtigungen und Sachbeschädigungen als Folge der zahlreichen Einquartierungen:56 erlitt der Ort selbst während des Zweiten Weltkriegs keine größeren Schäden. Wohl aber verloren nicht wenige Uedelhovener während der beiden Weltkriege des 20. Jahrhunderts als Soldaten ihr Leben. So verzeichnen die Chronisten im Ersten Weltkrieg unter 40 an die Front einrückenden Männern 17 Gefallene und Vermisste. Am Zweiten Weltkrieg nahmen mit 120 Männern etwa 40 % der damaligen Gesamtbevölkerung des Ortes teil. 47 von ihnen kehrten nach Kriegsende nicht zurück (35 Gefallene und 12 Vermisste). Das zum Gedenken der Opfer des Ersten Weltkriegs am 19. November 1933 eingeweihte Kriegerehrenmal:46 f. steht seit 1998 unter Denkmalschutz.
Neben dem Hauptort gehören noch mehrere Aussiedlerhöfe zu Uedelhoven. Dies sind im Besonderen die unweit der Kreisstraße 46 in Richtung Leudersdorf, auf einer Höhe von ca. 425 m ü. NHN und nur etwa 250 m vor der Landesgrenze liegenden, in den 1960er Jahren entstandenen, benachbarten Höfe Andreashof (Lage) und Wacholderhof (Lage), sowie die oberhalb des Kalbsbach gelegene Ansiedlung Unkental (385 m ü. NHN) (Lage). Dort richtete 1924/25 Heinrich Beiten gemeinsam mit seinem Sohn Arthur eine Silberfuchszucht ein, die bis in die 1950er Jahre bestand. Der Enkel Horst Beiten führte in der Folge vor Ort ein Textilunternehmen, teils in Heimarbeit.:43

### Statistik zur Einwohnerentwicklung
Aus Uedelhoven wanderten im Zeitraum von 1840 bis 1914 nachweisbar 34 Bewohner:134 in die Vereinigten Staaten von Nordamerika aus. Diese Fortzüge, aber auch die Abwanderung in die Industrieregionen an Rhein und Ruhr sorgten im Laufe des 19. Jahrhunderts für eine nachhaltige Stagnation in der Bevölkerungs- und Ortsentwicklung des Ortes.:135 ff.
| Jahr | Einwohner |
| ---- | --------- |
| 1826 | 188       |
| 1852 | 270       |
| 1864 | 296       |
| 1867 | 280       |
| 1871 | 300       |

| Jahr | Einwohner |
| ---- | --------- |
| 1885 | 315       |
| 1895 | 267       |
| 1905 | 273       |
| 1925 | 340       |
| 1939 | 317       |

| Jahr | Einwohner |
| ---- | --------- |
| 1952 | 399       |
| 1968 | 330       |
| 1978 | 290       |
| 2003 | 315       |

### Gemeinderat
Bis zur Eingemeindung nach Blankenheim zum 1. Juli 1969 verfügte die Gemeinde Uedelhoven über einen eigenen Gemeinderat, dem während des Zeitraums von 1910 bis zu seiner Auflösung meist fünf Ratsmitglieder neben dem Bürgermeister (Gemeindevorsteher) angehörten. Als Gemeindevorsteher (GV) bzw. Bürgermeister (BM) sind belegt: 1910/1914 Hubert Hellendahl (GV), 1914 / 28. März 1933 Josef Eich (GV), 31. August 1933 Schröder (kommissarischer GV), 28. Juli 1941 Johann Daniels (BM), 15. Februar 1946 bis 20. November 1952 Johann Schröder (BM), 20. November 1952 bis 5. März 1954 Johann Daniels (BM), 5. März 1954 bis 22. April 1966 (Tod) Josef Kau (BM) und schließlich ab dem 5. Mai 1966 Helmut Nelles (BM).:75
Bei der Wahl zum Rat der Gemeinde Blankenheim vom 25. Mai 2014 gaben 167 (77,31 %) von 216 Wahlberechtigten in Uedelhoven (Stimmbezirk 010.3) ihre Stimme ab (164 gültige Stimmen). Dabei entfielen 64 auf die UWV (39,02 %), 61 die CDU (37,2 %), 19 die SPD, 12 die Partei Die Grünen und acht an die FDP.

### Vereinsleben

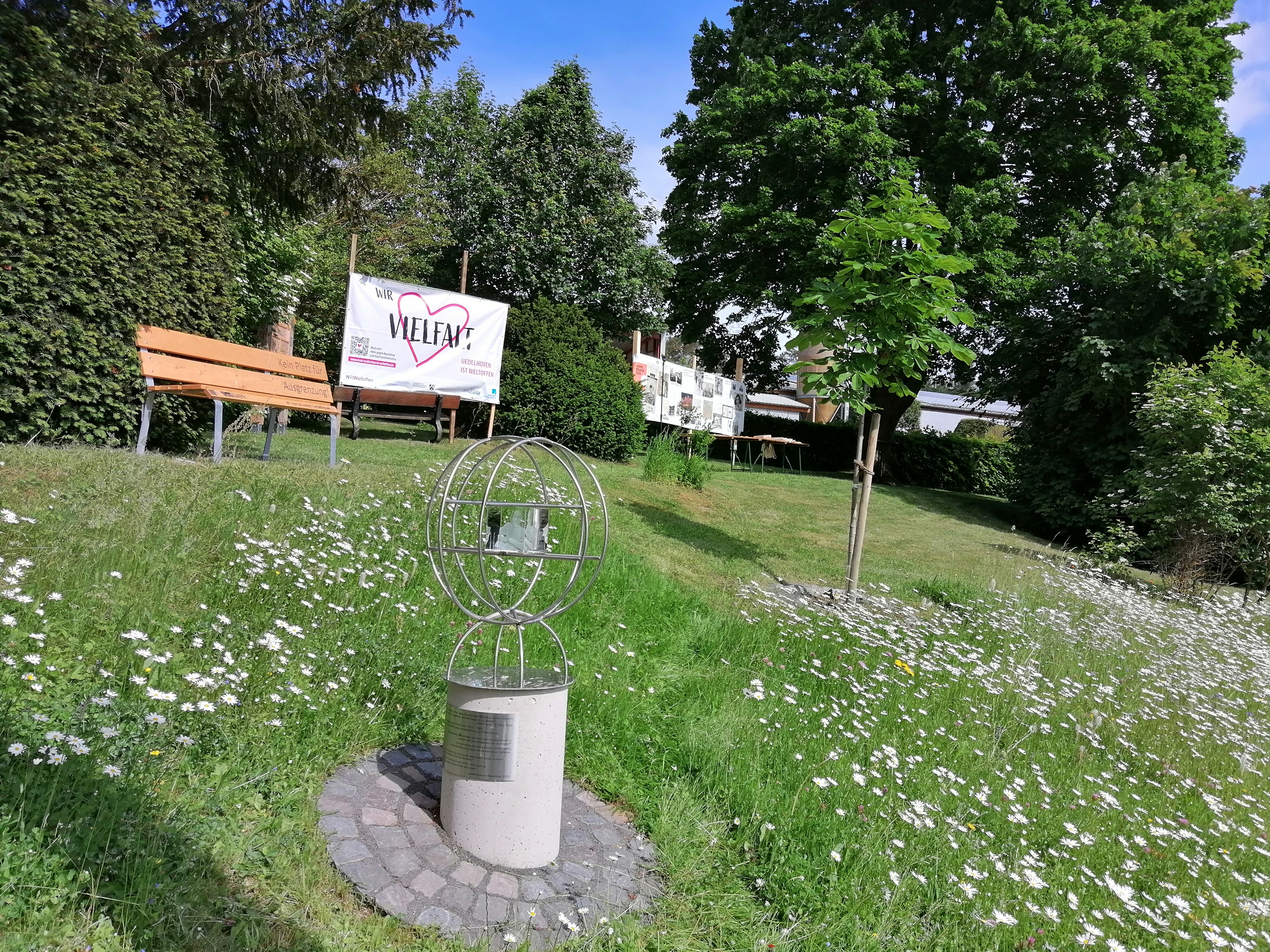
Anne Frank Baum und Anne Frank Skulptur (2019) sowie Bank gegen Ausgrenzung (2021)

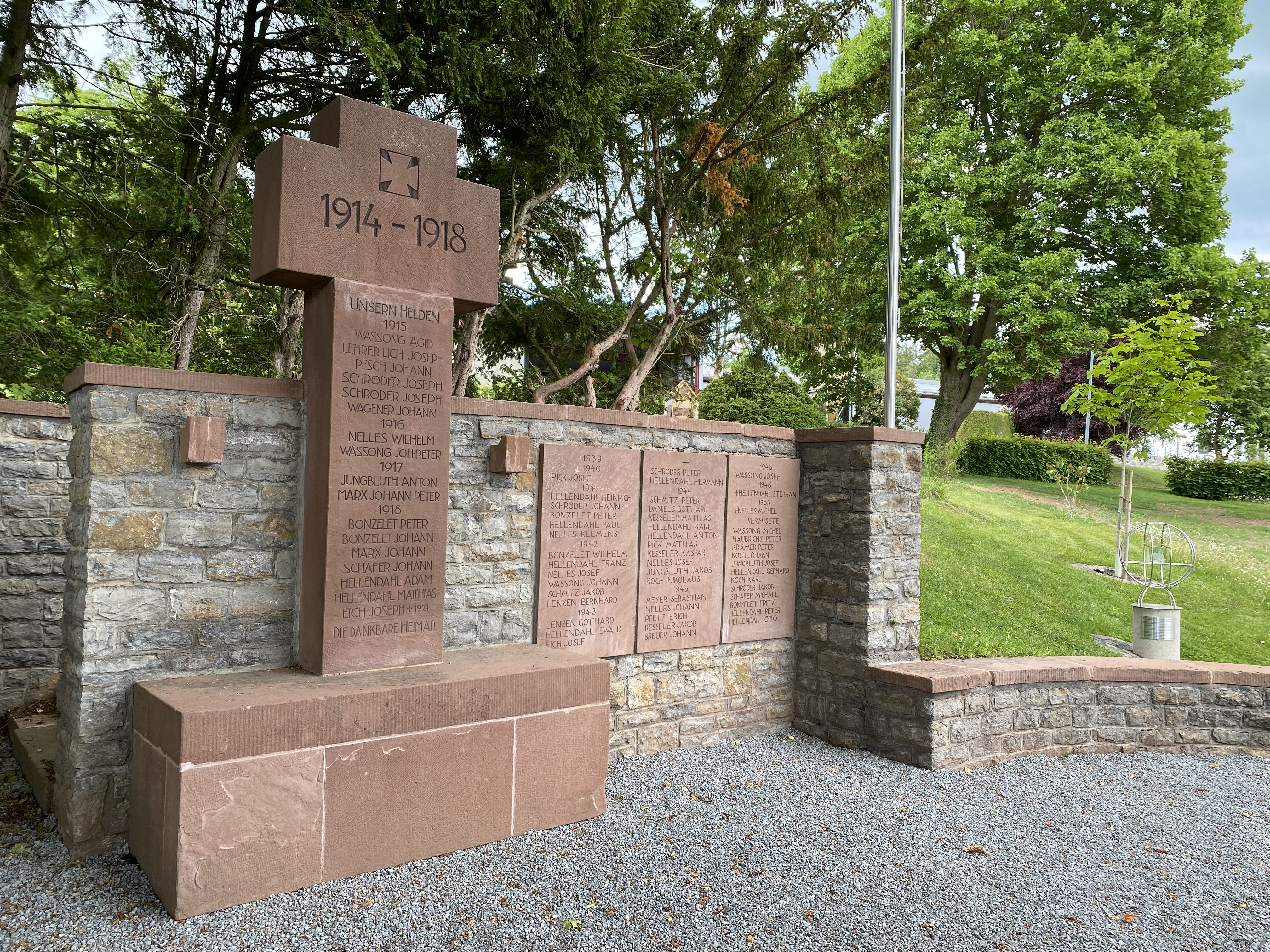
Ehrenmal Vorderseite (2022)

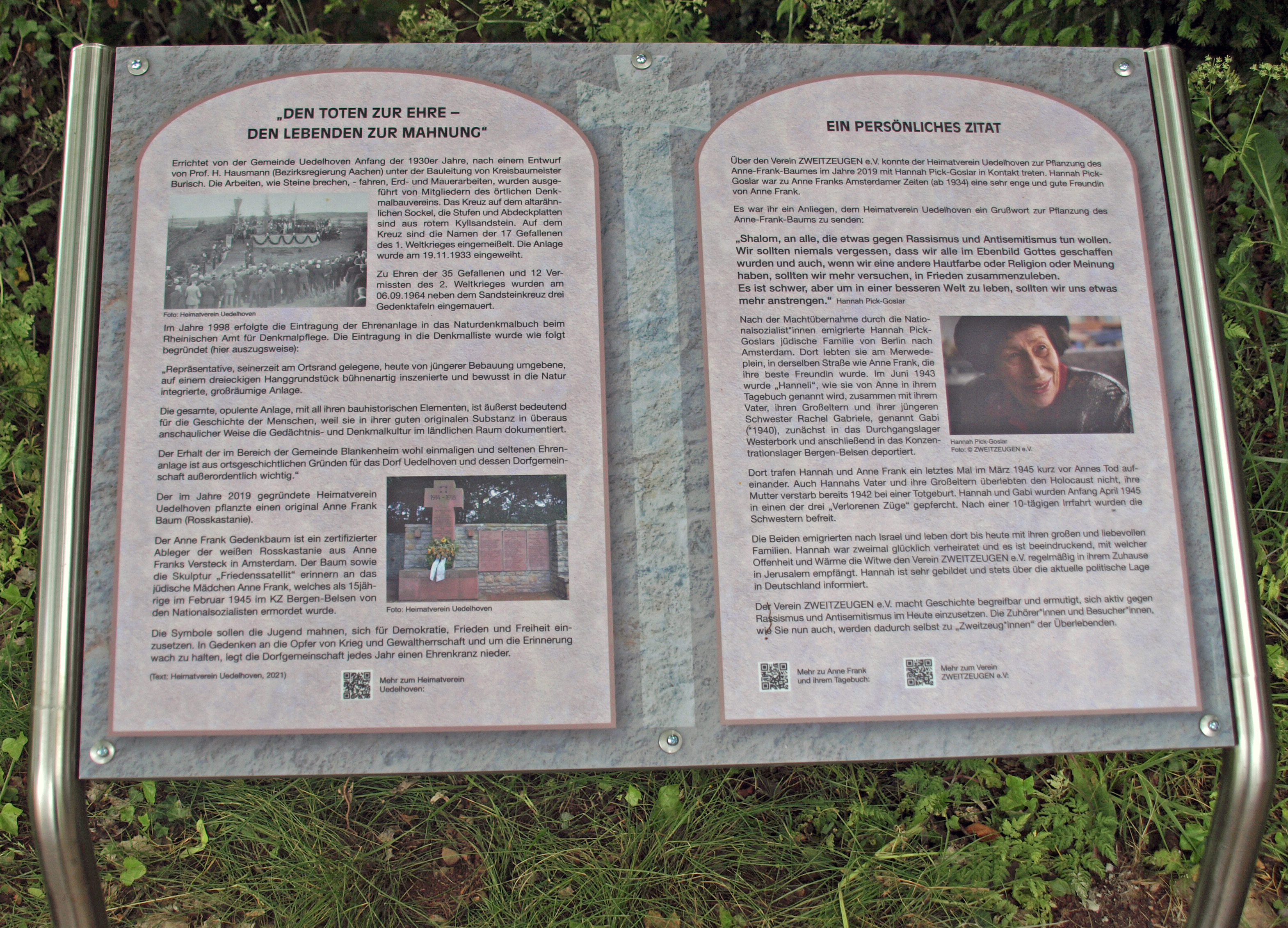
Info Tafel zum Ehrenmal und zur Widmung von Frau Hannah Pick-Goslar an den Heimatverein Uedelhoven (2022)

Zahlreiche Vereine erlebten während des 20. Jahrhunderts ihre Gründung und bestehen teils weiterhin. Darunter der Junggesellenverein (1921),:84 der Sportverein (1927),:86 die Freiwillige Feuerwehr Uedelhoven (1930),:50 der Musikverein Uedelhoven (1956),:76 ff. die Freizeitmannschaft Uedelhoven (1981) und der Karnevalsverein (1982):86. Eine Ortsgruppe Uedelhoven des Eifelvereins bestand von 1989 bis 2007.
2019 gründete sich der Heimatverein Uedelhoven und initiierte die Aktion „Zeichen gegen Rassismus und Antisemitismus“. Im Zuge dieser wurde im Herbst 2019 ein Anne Frank Erinnerungsbaum gepflanzt. Am Anne Frank Tag 2021 nahm der Heimatverein Uedelhoven ebenfalls teil und erweiterte das Anne Frank Denkmal um eine Bank gegen Ausgrenzung.

## Sehenswürdigkeiten

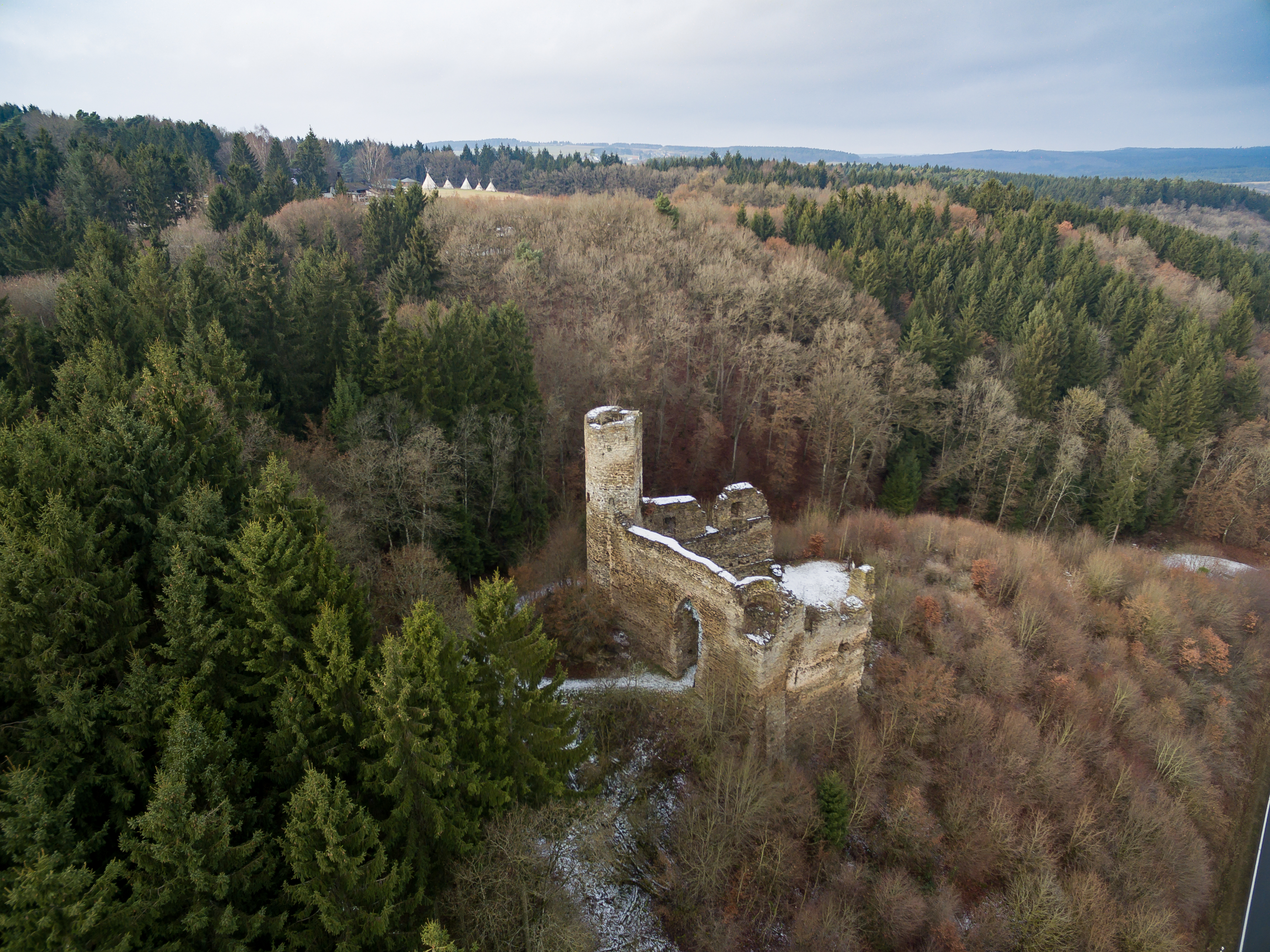
Burgruine Neublankenheim (2017)

Neben der Katholischen Pfarrkirche St. Mariä Himmelfahrt sind im Besonderen die im Halbkreis um den Ort aufzufindenden Kapellen erwähnenswert. Beginnend im Süden an der Straße nach Ahrdorf mit der Marienkapelle, über die Antoniuskapelle im Westen an der alten Straße nach Leudersdorf (Kreuzstraße), bis hin zur Dreifaltigkeitskapelle nördlich des Ortes. Zu letzterer zieht am Dreifaltigkeitsfest eine Prozession von der Dorfkirche. Neben mehreren unter Denkmalschutz stehenden, zumeist heute umgenutzten Bauergehöften entlang der Kreuzstraße, dem ehem. Pfarrhaus und der früheren Volksschule, sind auch das Kriegerehrenmal und weitere Kleindenkmäler in die Denkmalliste eingetragen.
Unweit des Ortes und nur rund 150 bis 300 Meter südlich der Landesgrenze zu Rheinland-Pfalz befindet sich 20 Höhenmeter oberhalb, der auf der ehemaligen Bahntrasse der Bahnstrecke Dümpelfeld–Lissendorf erbauten L 70, die Burg Neublankenheim (Lage).

## Kirchengemeinde St. Mariä Himmelfahrt

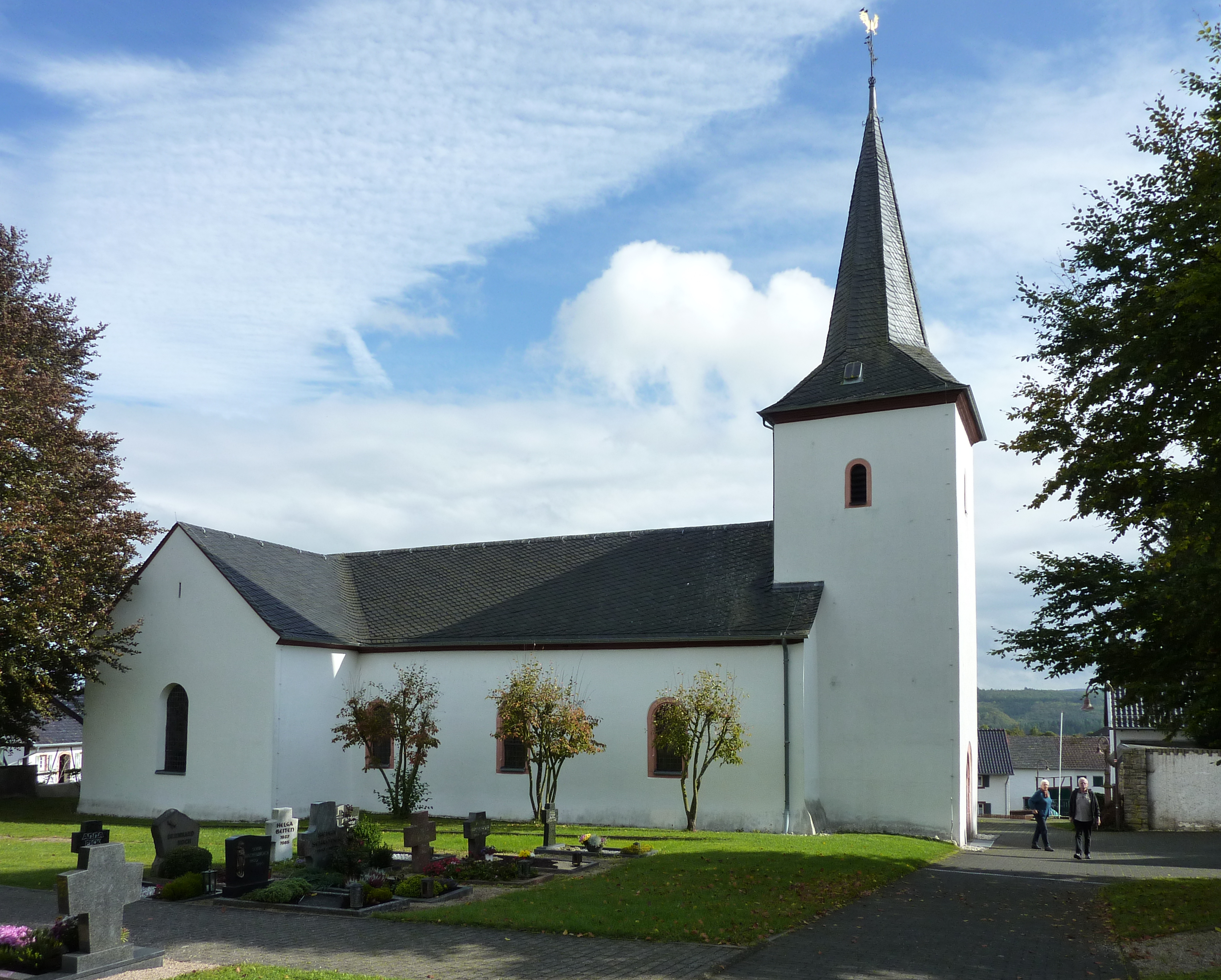
Pfarrkirche (2014)

Die Kirche zu Uedelhoven findet im Jahr 1136 ihre erste Erwähnung, als Graf Berthold von Hamm sie gemeinsam mit dem Ort der Abtei Prüm zum Geschenk machte. Die Abtei hielt in der Folge auch das Patronat über die Kirche und setzte Kanoniker als Pfarrer ein.:429 Pfarrer sind namentlich ab 1441 nachgewiesen.:642 1595 wird in Peter Besslingh ein lutherischer Prediger benannt, doch war dies wohl nur eine kurze Episode.:643 Von 1711 bis (vermutlich) 1714 erfuhr die Kirche in Seitenmauern und Gewölbe eine größere Veränderung (25. März 1715 Konsekration) über ihr vorheriges Aussehen bestehen keine Nachrichten.:527 Bei der Feuersbrunst 1793 wurde die Kirche dann bis auf die Sakristei (Dachstuhl und Glockenturm:429) und ebenso wie das Pfarrhaus weitgehend zerstört.:650 Während das 1807 wiedererrichtete Pfarrhaus:652 im Jahr 1827 erneut einen Brandschaden (Dachstuhl) erlitt und erst 1869 das bis dahin Strohgedeckte Dach durch eine Schiefereindeckung ersetzt wurde (Instandsetzung 1958),:653 ließ die Abtei Prüm die Kirche bereits bis 1797 durch Karl Gerstenmeyer aus Dorsel und Balthasar Friedel aus Hillesheim wiederherstellen.:429 Den Turm erbaute die Gemeinde 1798.:650
Wiederholt kam es zu Instandsetzungen und kleineren Erweiterungen: 1939 Ergänzung um ein Querschiff und Chor (Entwurf Karl Schmitz und Carl Hermes, Aachen), 1947 in der Neuausmalung durch Josef Marx, Köln und Uedelhoven und 1983 in Form einer Umgestaltung des Chorraums (Entwurf Paul und Hans Rumpf, Andernach). Die Altarweihe nach Abschluss dieser Arbeiten erfolgte am 11. März 1984.:527 Die jüngste umfassende Sanierung aus den Jahren 2001 und 2002 betraf einen Außen- und Innenanstrich, die Neueindeckung von Kirchenschiff und Sakristei (Schiefer) und die Trockenlegung der Fundamente nebst Anbringung eines Isolierputzes im Sockel.:3 f. Der einschiffige, verputzte Bruchsteinbau bietet Platz für 275 Pfarrangehörige (175 Sitz- und 100 Stehplätze).:527 Zwei Glocken entstammen dem Jahr 1793 eine Dritte von 1962:9, die 1960 instandgesetzte Orgel von 1891.:527
Regelmäßige Wallfahrten werden nach Barweiler durchgeführt. Als weitere Prozessionen, die vor Ort gepflegt werden, sind neben den benannten Brand- und Dreifaltigkeitsprozessionen zu nennen, die Markusprozession und die Fronleichnamsprozession.:528
Die Pfarrei gehörte von Alters her bis 1803 zur Diözese Trier, gelangte dann als Teil des Dekanats Blankenheim zum Erzbistum Köln und mit Wiedererrichtung des Bistums Aachen 1930 an dieses. Seit 1803 ist Ahrdorf Filiale von Uedelhoven, nachdem es zuvor zu Üxheim gehörte.:526
1987 wurde durch Mitglieder der Pfarrgemeinde die Peru-Hilfe initiiert, die seit dem zahlreiche Hilfsprojekte unterstützte. Die auf Anstoß der aus Uedelhoven stammenden und in Peru lebenden Lehrerin Johanna Schröder ins Leben gerufene Hilfsaktion generierte inzwischen rund 25 Millionen Euro an Spendengeldern.

## Wirtschaft und Infrastruktur
Uedelhoven ist landwirtschaftlich geprägt. Das in früherer Zeit insbesondere in Uedelhoven stärker vertretene Handwerk des Backofenmaurers ist ebenso eingegangen wie der Eisensteinbergbau zur Versorgung der örtlichen eisenproduzierenden Industrie wie der Ahr- oder der Stahlhütte.:17 Die wenigen gewerblichen Betriebe (Restaurant, Handwerker u. a.) beschäftigen jeweils nur wenige Mitarbeiter. Im Ahrtal verläuft der Ahr-Radweg auf rund 1750 m und unter überwiegender Nutzung der ehemaligen Trasse der Bahnstrecke Ahrdorf–Blankenheim im Bereich der Gemarkung Uedelhoven, der Tourismus nimmt jedoch keine größere Bedeutung ein. Teile der Rundwanderwege 28, 29, 30 und 32 erschließen den Ortsteil.
Die Uedelhovener Mühle, als einzige derartige Einrichtung bestand nur über rund ein Jahrhundert im Mündungsbereich des Michelsbaches zur Ahr, unweit der Eisenbahnüberführung. Im Jahr 1710:50 erfolgte die Erlaubnis zu ihrer Errichtung, zwischen 1808 (Tranchotkarte) und 1826 wurde sie verlassen. Weitere nahegelegene Wassergetriebene Mühlen bestanden in Ahrdorf (Blums- und Jakobsmühle), Ahrhütte (Lommersdorfer Mühle), Nohn (Hammermühle) und Üxheim (Wolferbacher-Mühle).

### Schule und Kindergarten
In Uedelhoven selbst bestehen weder Kindergarten noch Grundschule. Die ehemalige einklassige Volksschule wurde in früheren Zeiten durch den Küster und später durch eine festangestellte Lehrperson betreut. Nur vorübergehend war während der ersten Hälfte des 20. Jahrhunderts noch eine zweite Lehrerstelle eingerichtet.:56 Das ursprüngliche Schulgebäude aus dem Jahr 1704 brannte 1793:652 aus und wurde um 1800 durch einen Neubau ersetzt.:26 Im Jahr 1926 entstand ein zweigeschossiger Neubau von sechs Achsen. Der Schulbetrieb wurde zu Ostern 1968 zum Beginn des Schuljahres 1968/69 eingestellt. Die schulpflichtigen Kinder aus Uedelhoven besuchen seitdem die Grundschule in Dollendorf:56 und anschließend weiterführende Schulen in Blankenheim (Haupt- bzw. seit 2013 Gesamtschule Blankenheim-Nettersheim), Steinfeld, Schleiden, Bad Münstereifel und andernorts.

### Verkehrsanbindung
Uedelhoven wird über die Kreisstraße 46 an die Bundesstraße 258 angeschlossen. Letztere verläuft jedoch nicht über die Gemarkung Uedelhoven, sodass die Anbindung unweit der Ahr auf einer Höhe von 333 m ü. NHN auf Gebiet des Ortsteils Ahrdorf erfolgt. (Lage) Die K 46 führt nach Süden bis zur Landesgrenze, ab der sie als K 74 ihre Fortsetzung in den benachbarten Ort Leudersdorf (4 km) erfährt. Neben der K 46 besteht über Kommunalwege die Möglichkeit die Blankenheimer Ortsteile Ahrdorf (nach Osten, etwa 2 km), Dollendorf (nach Westen, 4 km) und nach Norden über die frühere Hauptverbindungsstraße Neuhof als zu Lommersdorf gehörend zu erreichen (2,5 km). Sowie über die Üxheimer Straße den Nachbarort Üxheim in Rheinland-Pfalz. Autobahnanschluss besteht über die B 258 und die Landesstraße 115 zur A 1 (AS Blankenheim).
Zu Zeiten des Betriebs der Ahrtalbahn verfügte Uedelhoven über keinen eigenständigen Bahnhof. Die nächstgelegene Bahnstation war ab 1912 Ahrdorf an der Bahnstrecke Dümpelfeld–Lissendorf (1973 stillgelegt), an der zugleich seit 1913 die Bahnstrecke nach Blankenheim-Wald ihren Anfang nahm. Seit 1973 besteht der Anschluss an das Eisenbahnnetz wieder, wie vor der Eröffnung der Ahrtalbahn, in Blankenheim-Wald zur Eifelbahn.
Seitens des ÖPNV wird Uedelhoven überwiegend durch Anrufbusse (Taxi) bedient, die den Fahrplan der Buslinie 832 der RVK bestreiten.
| Linie | Verlauf |
| ----- | --- |
| 832   | MiKE (Blankenheim – Ahrdorf, außer im Schülerverkehr): Blankenheim (Wald) Bf – Blankenheimerdorf – Blankenheim Busbf – Blankenheim Rathaus – Reetz – Freilingen – Lommersdorf – Ahrhütte – (Dollendorf –) Uedelhoven – Ahrdorf |